# Айорт, Мэддис
Мэддис Айорт (англ. Maddes Aiort; ? — 1982) — самозванка, выдававшая себя за великую княжну Татьяну Николаевну «чудом спасшуюся от расстрела».
Об этой самозванке известно исключительно мало. Появилась в Канаде в 1937 году и сразу же во всеуслышание объявила себя «великой княжной Татьяной Николаевной». Объяснения, каким образом ей удалось избегнуть Екатеринбургского расстрела дано никогда не было.
Заявление Мэддис Айорт никогда и никем не принималось всерьёз, претендентка была высмеяна, в 1942 (или 1943 году) обвинена в «сочувствии врагу» и вынуждена покинуть страну.
Позднее жила в Испании, где умерла в 1982 году от неизвестного заболевания.